# Dissava

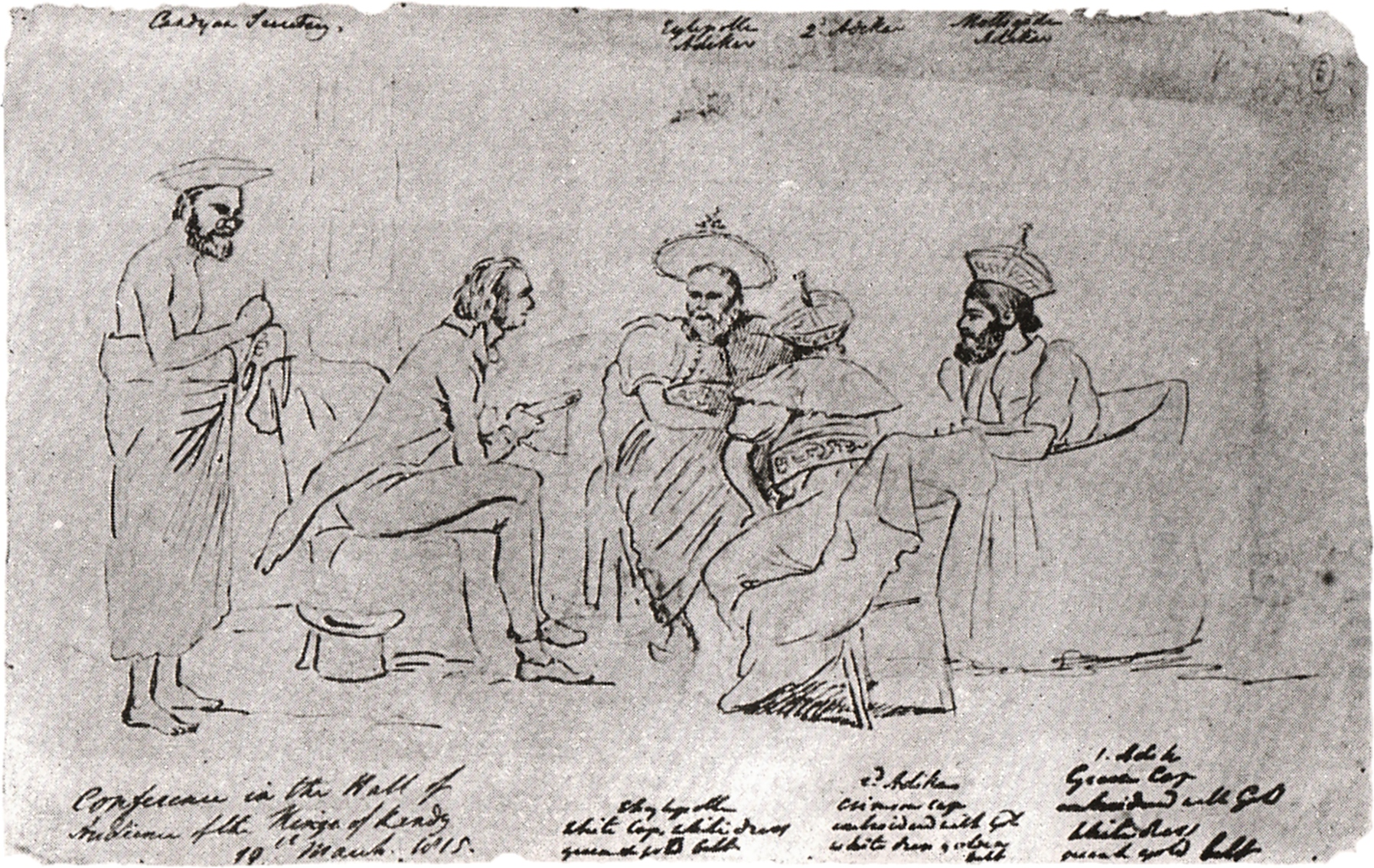
Les dissavas du Royaume de Kandy, Ehelepola, Molligoda et Kapuvatta, avec John D'Oyly (dessin du XIXe siècle).

Dissava est un ancien titre féodal et colonial de Ceylan (l'actuel Sri Lanka). Créé à l'époque des royaumes cinghalais, il a été maintenu par les pouvoirs coloniaux successifs, l'Empire colonial portugais, la Compagnie néerlandaise des Indes orientales et l'Empire britannique.

## Portugais
Les Portugais ont laissé en place l'unité administrative des « Disavanis », qui étaient en place dans les territoires qu'ils ont arrachés aux anciens royaumes cinghalais. Durant leur domination, il existait quatre disavanis. L'administration civile, militaire et judiciaire de ces unités était assurée par un Dissava nommé par le gouverneur portugais dans le respect des traditions locales. Ce Dissava commandait les Lascarins, qui constituaient la milice en temps de guerre. À l'origine, des Cinghalais et des Portugais étaient nommés à ce poste, puis les Portugais y furent progressivement préférés. Le Dissava était assisté dans ses fonctions militaires par des Mudaliyars (en), des Muhandirams (en) et des Arachchis (en). Pour ses fonctions judiciaires, il était assisté par des Basnayakas et des Mohottalas.
Chaque Disavani était divisé en sous-unités nommées Korales. Elles étaient dirigées par un Korale Vidana, un magistrat et collecteur d'impôts.

## Néerlandais
Après 1658, les Néerlandais ont laissé en place le système administratif portugais, tout en réduisant progressivement le pouvoir local. Les Dissavas étaient membres du Conseil Politique de la localité à laquelle ils appartenaient.

## Royaume de Kandy
Dans le Royaume de Kandy, des personnalités nommées par le roi dirigeaient l'administration de grandes provinces nommées Dissava, où elles étaient le représentant personnel du roi et le collecteur des impôts. Il y avait vingt-et-une provinces, dont douze des provinces périphériques les plus grandes étaient des Dissavas. Ceux qui se trouvaient à leur tête dépendaient entièrement du bon plaisir du roi, sans limite de mandat. Leur poste n'était pas héréditaire, même si des membres d'une même famille ont pu être successivement nommés.
Représentants personnels du roi, ils disposaient de grands pouvoirs dans leur province, où ils contrôlaient l'administration civile et militaire, la justice et les impôts. De nombreux proches du roi ont occupé ces postes. Ils recevaient une partie des impôts et d'importantes concessions foncières, dont certaines étaient héréditaires. Avec les Adigars et quelques autres hauts dignitaires du royaume, ils constituaient la caste des Radala (en), que les Britanniques appelaient les « chefs de clans de Kandy ». Beaucoup ont joué un rôle dans la reddition du Royaume devant les Britanniques et ont signé la Convention de Kandy en mars 1815.
Dix Dissavas du Royaume de Kandy
- Dissava de Wellassa & Bintenna
- Dissava de Matale
- Dissava d'Uda-Palatha
- Dissava de Nuwara Kalawiya
- Dissava de Sath Korles
- Dissava de Thun Korles
- Dissava de Sabaragamuwa
- Dissava d'Hathra Korles
- Dissava Dissava d'Uva
- Dissava de Tamankaduwa

## Empire britannique
Après l'extension de leur Empire aux provinces de l'ancien Royaume de Kandy en 1815, les Britanniques ont conservé le poste de Dissava, où ils ont nommé des personnalités de Kandy loyales à la couronne britannique. La Rébellion d'Uva de 1818 et le redécoupage administratif donnant naissance aux districts, des Agents du Gouvernement (en) ont repris les fonctions des Dissavas ; les Dissavas restants, comme les nouveaux Dissavas, ne bénéficiaient plus que d'un titre honorifique. Après l'indépendance de l'île en 1947, plus aucun Dissava n'a été nommé.

## Dissavas notables
- Molligoda Adigar - signataire de la Convention de Kandy, premier (Maha) Adikar & Dissawa de Sath (sept) Korles
- Keppetipola Disawa - chef de la Rébellion d'Uva de 1818
- P. B. Bulankulame (en) Dissava[1] - Ministre
- Barnes Ratwatte (en) Dissawe (1883-1957) - homme politique
- Harris Leuke Ratwatte (en) Dissawe (1900-1964) - homme politique